# Death in Venice
Death in Venice ist eine Oper in zwei Akten von Benjamin Britten, die letzte vor seinem Tod 1976. Das Libretto in englischer Sprache stammt von Myfanwy Piper in Adaption von Thomas Manns bedeutender Novelle Tod in Venedig. Die Uraufführung fand am 16. Juni 1973 im Rahmen des Aldeburgh Festival in Snape bei Aldeburgh in England statt, die Partie des Gustav von Aschenbach sang Brittens Lebensgefährte, der Tenor Peter Pears.

## Handlung
Siehe auch Tod in Venedig, die Beschreibung der Thomas-Mann-Novelle.

### Erster Akt
Der alternde Schriftsteller Gustav von Aschenbach wird von einer Schaffenskrise heimgesucht und beschließt, zur Erholung eine Reise nach Venedig anzutreten (Szene 1). An Bord des Schiffs begegnen ihm vergnügungssüchtige Jünglinge in Begleitung eines auf jugendlich geschminkten alten Gecken, die erste Zweifel am heilvollen Ausgang seines Vorhabens nähren (Szene 2). Die Überfahrt zum Hotel am Lido erfolgt mit einer Gondel, deren unbeirrbarer und unheimlicher Fährmann an den mythischen Charon erinnert und ein erster Unheilsbote ist (Szene 3). Aschenbach bezieht sein Zimmer im Hotel und begegnet beim Essen zum ersten Mal einem unbekannten polnischen Knaben, dessen Schönheit ihn unmittelbar fesselt (Szene 4).
An einem Tag am Strand sieht sich Aschenbach noch immer zu arbeiten außerstande und beobachtet die spielenden Kinder, zu denen sich der Knabe gesellt. Aschenbach erfährt aus dem Geschehen dessen Namen, Tadzio (Szene 5). Aschenbach bemerkt die wenig segensreiche Wirkung seines Aufenthalts auf seine Gemütsverfassung und beschließt abzureisen, was daran scheitert, dass sein Gepäck versehentlich falsch aufgegeben wird. Aschenbach stellt fest, dass er sich aufgrund seiner wachsenden Gefühle für Tadzio insgeheim gegen die Abreise sträubt (Szene 6). In einem Traum tritt Tadzio in den Spielen des griechischen Gottes Apollo als Athlet an und gewinnt den antiken Fünfkampf, was Aschenbach zur mythischen Verklärung Tadzios im Rahmen seines klassizistischen Schönheitsideals veranlasst. Eine kurze Begegnung mit Tadzio, bei der sich Aschenbach außerstande sieht, ihn anzusprechen, entlockt Aschenbach das Eingeständnis seiner Liebe zu Tadzio. (Szene 7).

### Zweiter Akt
Aschenbach betrachtet seine Liebe zu Tadzio als „lächerlich“, wenngleich nicht „unehrenhaft“. Bei einem Besuch des Hotelbarbiers hört er vage Andeutungen über eine Seuche in Venedig; auf Nachfragen wiegelt der Barbier jedoch ab (Szene 8). Aschenbach setzt zur Stadt über, wo er den Geruch von Desinfektionsmitteln bemerkt nebst Menschenmengen, die öffentliche Anschläge lesen, eine Gefahr auf Nachfrage jedoch verneinen. Aus einer deutschen Zeitung erfährt Aschenbach vom Ausbruch der Cholera in Venedig. Unter ersten Anzeichen des einsetzenden Liebeswahns stellt Aschenbach in der ganzen Stadt der polnischen Familie Tadzios nach (Szene 9). Im Hotel treten abends fahrende Sänger auf, deren Vorstellung sowohl Aschenbach als auch Tadzios Familie beiwohnen. Aschenbach vergräbt sich in Gedanken über seine Begierde nach Tadzio und fühlt sich vom Sänger verspottet (Szene 10).
In einem Reisebüro erhält Aschenbach die dringende Warnung, sofort abzureisen (Szene 11). Er überlegt, die polnische Familie zu warnen, lässt diesen Gedanken aber wieder fallen und gibt sich Phantasien darüber hin, wie es sei, wenn nur noch er und Tadzio lebend übrigblieben (Szene 12). In einem zweiten Traum wird Aschenbach Zeuge eines Streits zwischen Apollo und Dionysos über die Herrschaft von schöner Ordnung oder Rausch und Chaos, wobei Apollo unterliegt. Aschenbach gibt sich im Liebesrausch vollends seinem Schicksal hin und konstatiert den völligen Verlust seiner früheren Ideale und Selbstdisziplin (Szene 13). Am menschenleeren Strand beobachtet Aschenbach Tadzio und andere Knaben bei einem Spiel (Szene 14). Aschenbach erliegt der Versuchung, sich vom Barbier jugendlich herrichten zu lassen, um Tadzio zu gefallen (Szene 15).
Bei einem letzten Besuch der Stadt kommt es zu einer Begegnung zwischen Aschenbach und dem von seiner Familie kurzzeitig getrennten Tadzio, der sich Aschenbach aber wiederum nicht zu stellen weiß. Aschenbach fühlt sich durch sein eigenes Äußeres an den alternden Gecken auf dem Dampfschiff erinnert (Szene 16). Am letzten Tag vor der Abreise der polnischen Familie beobachtet Aschenbach zum letzten Mal das Spiel der Knaben am Strand, das damit endet, dass Tadzio niedergerungen und gedemütigt wird. Aschenbach will ihm zu Hilfe eilen, aber ihm fehlen die Kräfte. Er stirbt an der Seuche. Tadzio läuft einsam aufs Meer hinaus (Szene 17).

## Musik
Die Oper ist in 17 Szenen durchkomponiert und für ein vergleichsweise kleines Orchester gesetzt, nebst umfangreichem Schlagwerk. Die Musik ist gekennzeichnet von einer komplex gearbeiteten Motivik, die sich in einer nuancierten, fiebrig-dissonant fortgesponnenen Harmonik in kraftvoller Unterschwelligkeit durch die Oper zieht. Die Handlung wird regelmäßig durchbrochen in vom Klavier begleiteten über das Geschehen reflektierenden Secco-Rezitativen des Protagonisten Gustav von Aschenbach.
Der Knabe Tadzio manifestiert sich als stumme Tänzerrolle vor allem musikalisch im impulsiv-archaischen Schlagwerk, dessen Motivik von der balinesischen Gamelan-Musik inspiriert ist; hierin äußert sich die Ambivalenz dieser Figur, die gleichermaßen als Verkörperung eines apollinischen Ideals von Tugend und ebenmäßiger Schönheit wie auch vor allem im zweiten Akt als Protagonist des rauschhaften Todeswillens, des dionysischen Prinzips anzusehen ist.
Benjamin Britten ordnet einem Bassbariton insgesamt sieben Rollen zu („Der Reisende“, „Der ältliche Geck“, „Gondoliere“, „Hotelmanager“, „Der Hotel-Friseur“, „Führer der Straßensänger“ und „Stimme des Dionysos“), die als allegorische Todesboten Aschenbachs Untergang vorwegnehmen und mit Protagonisten des antiken Totenreichs identifizierbar sind. So tritt diese mephistophelische und gleichsam satyrhafte Gestalt Aschenbach zunächst als geheimnisvoller Reisender auf dem Münchner Friedhof entgegen; als Gondoliere erinnert er Aschenbach an den Totenfährmann Charon, wie auch der Hotelmanager als rhadamantische Figur konnotiert ist.
Aschenbach ist zunächst dem apollinischen Prinzip verpflichtet: er stellt seine rationalen, theoretischen, intellektuellen, nach Maß, Ordnung und Harmonie strebenden Triebe in den Mittelpunkt seines Lebens. Die Begegnung mit Tadzio führt einen inneren Konflikt zwischen diesem Ideal und seiner bislang beiseite gedrängten rauschhaften, dionysischen Begierde hierbei, der Aschenbach innerlich wie äußerlich den Tod bringt. (Das Begriffspaar apollinisch-dionysisch wurde durch Schelling und Nietzsche geprägt.)
Dieser innere Konflikt wird von Britten und Piper dramaturgisch in einer Traumszene realisiert, die die Götter Apollo und Dionysos in einem Wettstreit zusammenführt, in dem Apollo unterliegt, worin auch der endgültige Zerfall Aschenbachs besiegelt wird.